# Gerda Nissen

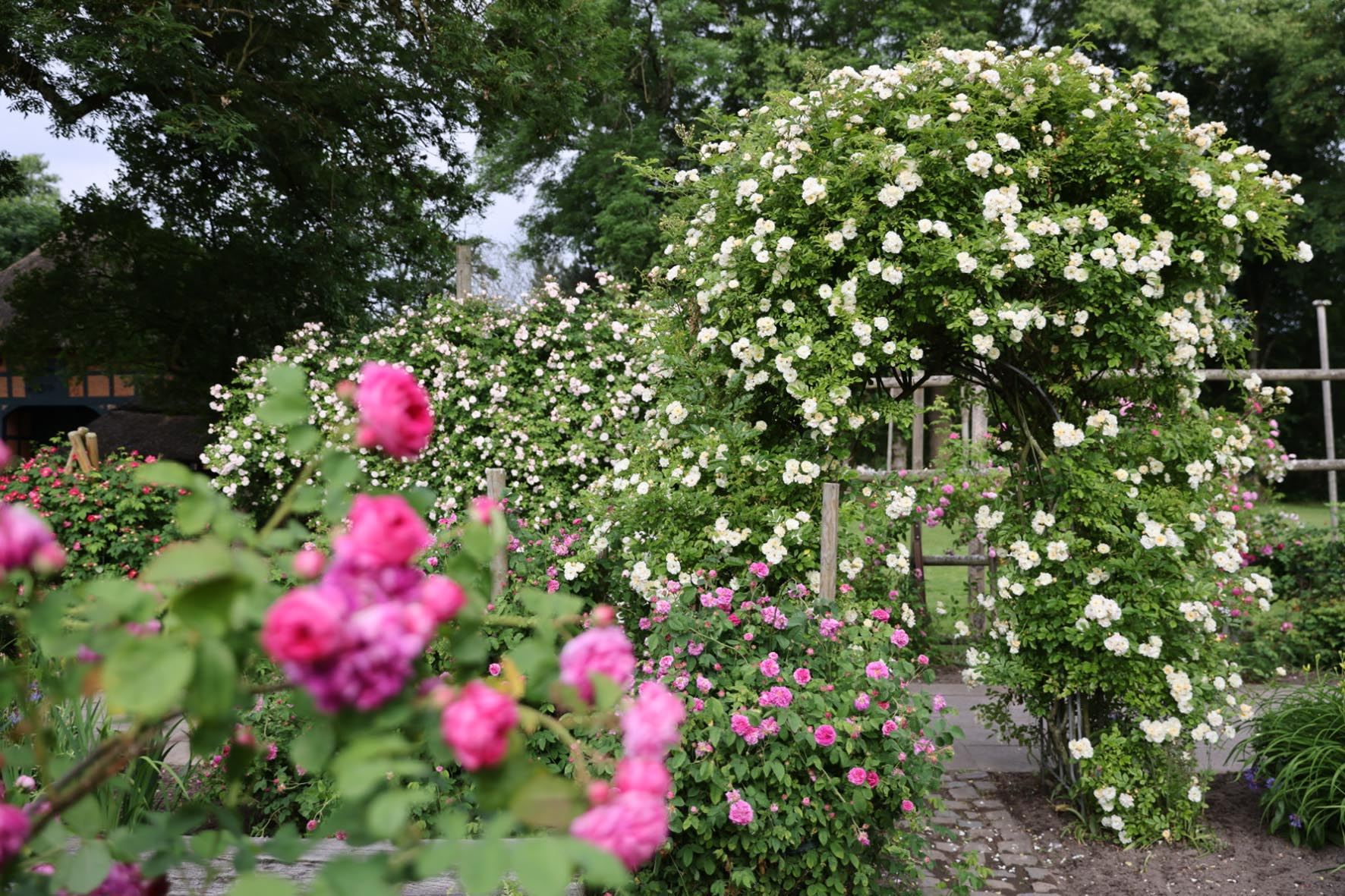
Der Gerda-Nissen-Rosengarten in Meldorf

Gerda Nissen (* 31. Juli 1929 in Mölln; † 12. Oktober 1999 in Meldorf) war eine deutsche Rosenzüchterin, Journalistin und Sachbuchautorin.

## Leben und Wirken
Gerda Nissen wuchs in Mölln auf und kam durch ihre Ehe mit Nis R. Nissen, dem Direktor des Dithmarscher Landesmuseums (1964–1990), nach Meldorf. Ein Zufallsfund bewirkte, dass sie ab Mitte der 1970er Jahre in Dithmarschen in alten Bauerngärten, auf Friedhöfen, an Wegesrändern und in Knicks nach alten, in Vergessenheit geratenen Rosensorten suchte und diese weiterzüchtete. Zunächst legte sie im Innenhof des Dithmarscher Landesmuseums einen Rosengarten an, der nach dem Neubau des benachbarten Schleswig-Holsteinischen Landwirtschaftsmuseums Ende der 1980er Jahre dorthin verlegt wurde. Gerda Nissen gilt unter anderem als Bewahrerin einer Rosa gallica, einer Essigrosensorte, deren Herkunft und Alter unbekannt sind und die nach ihr benannt als Pfingstrose Rosa centifolia ‘Gerda Nissen’ erhältlich ist. Ab 1990 war Nissen als Kolumnistin für die Zeitschrift kraut&rüben tätig. Ihre Kolumnenbeiträge veröffentlichte sie in dem Werk ... und füllt mein Herz mit Freude.
Der Gerda-Nissen-Rosengarten liegt auf über 800 Quadratmetern zwischen dem Landwirtschaftsmuseum und dem mehr als 300 Jahre alten Dithmarscher Bauernhaus, einem Freilichtmuseum. Im Rosengarten werden inzwischen über 50 Fundrosen gehegt und gepflegt. Von Mai bis Juli werden kulturhistorische Führungen mit Informationen zum Thema Alte Rosen angeboten. Zur Hauptblütezeit im Juni findet regelmäßig ein Meldorfer Rosenfest statt, 2024 erstmals in Kombination mit einem Imkertag. Im Jahre 2019 beging man das Jubiläum 30 Jahre historischer Rosengarten am Landwirtschaftsmuseum.

## Publikationen
- Alte Rosen: 37 bekannte und unbekannte Sorten aus Dithmarscher Gärten. Westholsteinische Verlagsanstalt Boyens, Heide 1984, ISBN 978-3-8042-0322-8.
- Bauerngärten in Schleswig-Holstein. Westholsteinische Verlagsanstalt Boyens, Heide 1989, ISBN 978-3-8042-0477-5.
- Eine Kindheit in der Möllner Stadtmühle. In: Lauenburgische Heimat, N. F., Heft 128 (Dezember 1990), S. 3–58.
- Typisch Dithmarscher: Ansichten und Profile eines legendären Volkes. Westholsteinische Verlagsanstalt Boyens, Heide 1992, ISBN 978-3-8042-0586-4.
- mit Volker Arnold: Kindheit damals. Erinnerungen aus alten Familienalben. Westholsteinische Verlagsanstalt Boyens, Heide 1996, ISBN 978-3-8042-0786-8.
- Frühling läßt sein blaues Band ... Impressionen aus dem Garten. BLV Verlag, München 1998, ISBN 978-3-405-15326-7.
- ... und füllt mein Herz mit Freude. Aus meinem Gartentagebuch. BLV Verlag, München 2002, ISBN 978-3-405-14751-8.